# Let's Talk About Sex
Let's Talk About Sex è un singolo del gruppo musicale statunitense Salt-n-Pepa, pubblicato il 27 febbraio 1991 come quarto estratto dal terzo album in studio Black's Magic.

## Descrizione
La canzone, scritta da Hurby Azor e prodotta da lui stesso insieme al gruppo The Invincibles, ha suscitato clamore a causa del testo controverso, che parlava dell'importanza di praticare il sesso sicuro, ed è stata censurata in madrepatria.
Nonostante ciò è divenuta una delle più note del gruppo e ha raggiunto la vetta delle classifiche di Svizzera, Austria, Paesi Bassi e Australia.
Del brano è stata realizzata una cover da parte del cantante tedesco Max Raabe.

## Tracce
7"
- Lato A

1. Let's Talk About Sex (True Confessions Edit) – 3:32

- Lato B

1. Let's Talk About Sex (Super Crispy Mix) – 4:39

CD Maxi
1. Let's Talk About Sex (True Confessions Edit) – 3:32
2. Let's Talk About Sex (Original Recipe Mix) – 4:42
3. Let's Talk About Sex (Super Crispy Mix) – 4:39
4. Do You Want Me (Techno Philly Mix) – 6:31

## Classifiche
| Classifiche (1991) | Posizione massima |
| ------------------ | ----------------- |
| Australia          | 1                 |
| Austria            | 1                 |
| Belgio (Fiandre)   | 1                 |
| Francia            | 11                |
| Norvegia           | 3                 |
| Nuova Zelanda      | 4                 |
| Paesi Bassi        | 1                 |
| Regno Unito        | 2                 |
| Stati Uniti        | 13                |
| Svezia             | 2                 |
| Svizzera           | 1                 |